# Pseudomesauletes pumilio
Pseudomesauletes pumilio is een keversoort uit de familie Rhynchitidae. De wetenschappelijke naam van de soort is voor het eerst geldig gepubliceerd in 1954 door Marshall.